# Hippeastrum elegans
Hippeastrum elegans är en amaryllisväxtart som först beskrevs av Spreng., och fick sitt nu gällande namn av Harold Emery Moore. Hippeastrum elegans ingår i släktet amaryllisar, och familjen amaryllisväxter. Inga underarter finns listade i Catalogue of Life.

## Bildgalleri

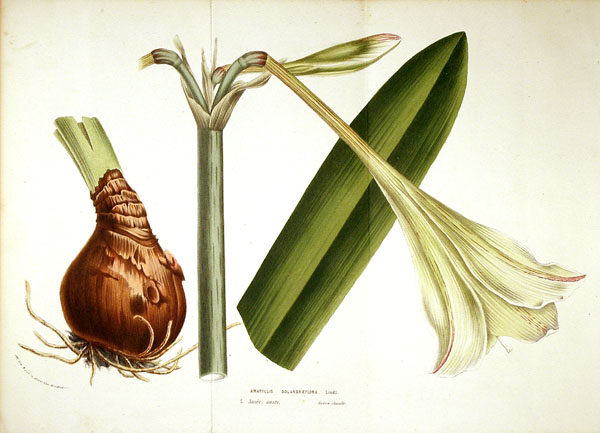
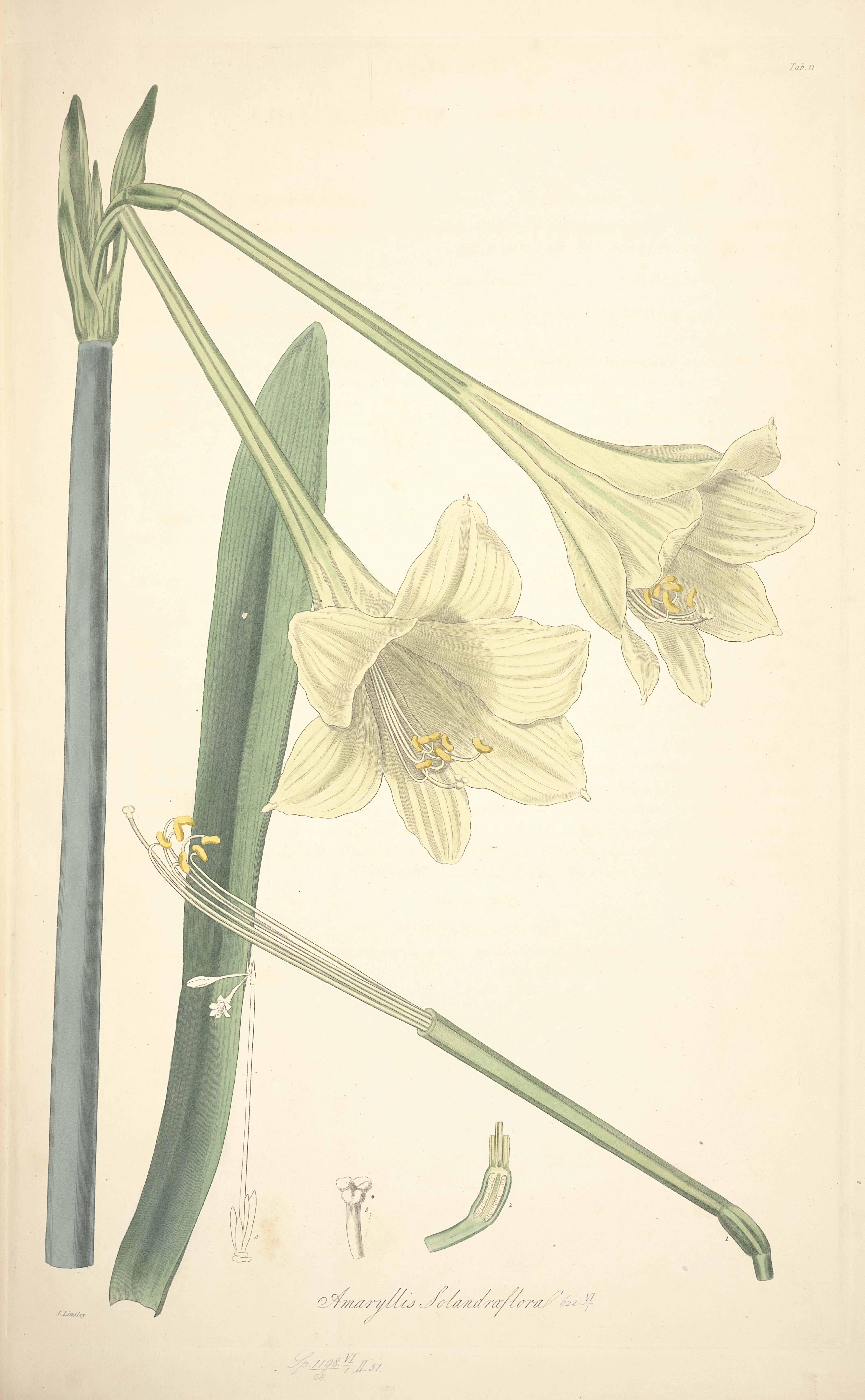
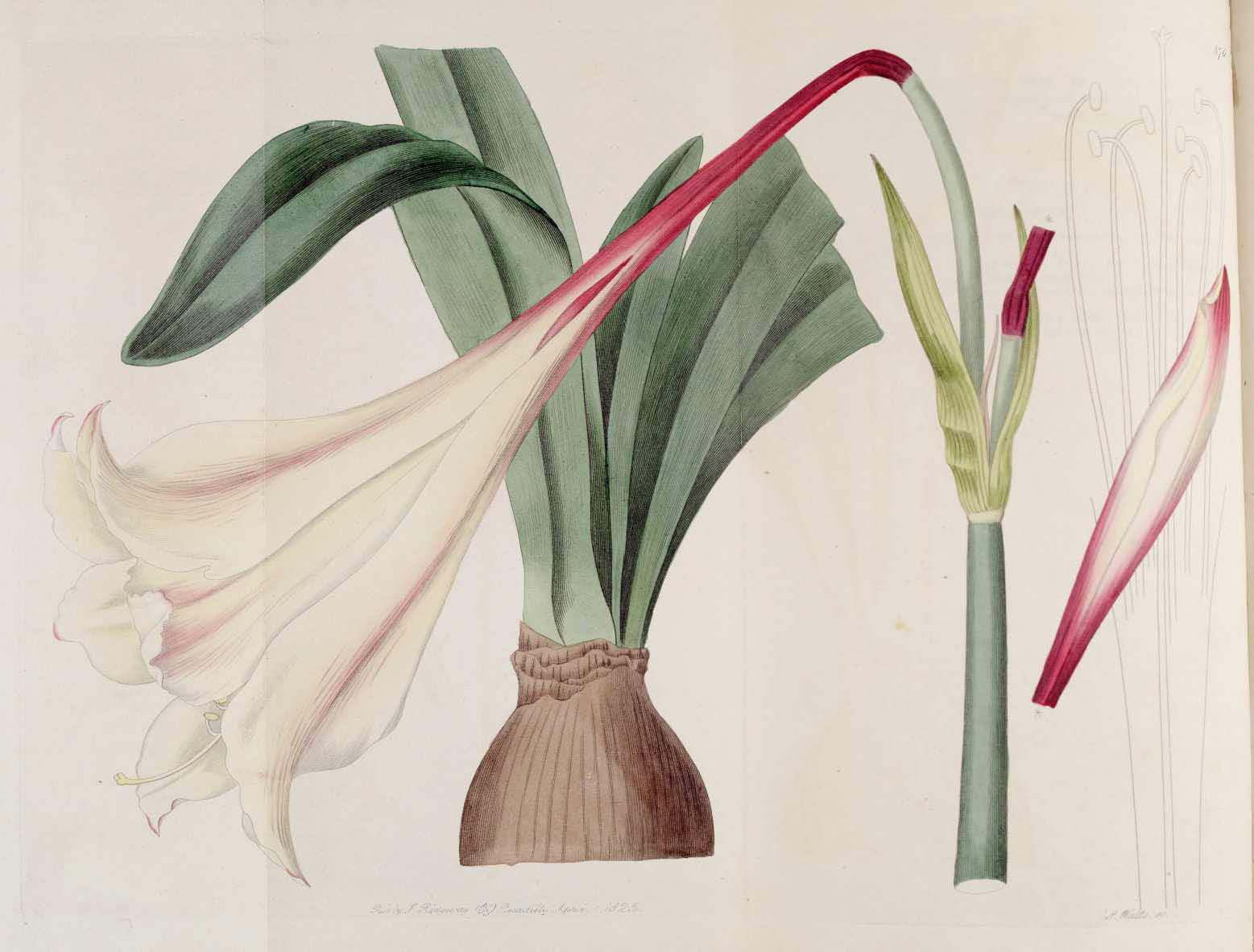